# Bobsleje na Zimowych Igrzyskach Olimpijskich 1984
Bobsleje na Zimowych Igrzyskach Olimpijskich 1984 – zawody bobslejowe podczas igrzysk olimpijskich w Sarajewie odbyły się między 10 i 18 lutego 1984 roku na torze bobslejowo-saneczkarskim na zboczach góry Trebević.

## Rezultaty

### Dwójka mężczyzn
| Miejsce | Państwo       | Zawodnik                             | Czas    | Strata |
| ------- | ------------- | ------------------------------------ | ------- | ------ |
| 1       | NRD II        | Wolfgang Hoppe/Dietmar Schauerhammer | 3:25.56 |        |
| 2       | NRD I         | Bernhard Lehmann/Bogdan Musiol       | 3:26.04 | +0.58  |
| 3       | ZSRR II       | Zintis Ekmanis/Władimir Aleksandrow  | 3:26.16 | +0.60  |
| 4       | ZSRR I        | Jānis Ķipurs/Aivars Šnepsts          | 3:26.42 | +0.86  |
| 5       | Szwajcaria I  | Hans Hiltebrand/Meinrad Müller       | 3:26.76 | +1.20  |
| 6       | Szwajcaria II | Ralph Pichler/Rico Freiermuth        | 3:28.23 | +2.67  |
| 7       | Włochy I      | Guerrino Ghedina/Andrea Meneghin     | 3:29.09 | +3.53  |
| 8       | RFN I         | Anton Fischer/Hans Metzler           | 3:29.18 | +3.62  |

Data: 10–11.02.1984

### Czwórka mężczyzn
| Miejsce | Państwo             | Zawodnik                                                            | Czas    | Strata |
| ------- | ------------------- | ------------------------------------------------------------------- | ------- | ------ |
| 1       | NRD I               | Wolfgang Hoppe/Roland Wetzig/Dietmar Schauerhammer/Andreas Kirchner | 3:20.22 |        |
| 2       | NRD II              | Bernhard Lehmann/Bogdan Musiol/Ingo Voge/Eberhard Weise             | 3:20.78 | +0.56  |
| 3       | Szwajcaria I        | Silvio Giobellina/Heinz Stettler/Urs Salzmann/Rico Freiermuth       | 3:21.39 | +1.17  |
| 4       | Szwajcaria II       | Ekkehard Fasser/Hans Märchy/Kurt Poletti/Rolf Strittmatter          | 3:22.90 | +2.68  |
| 5       | Stany Zjednoczone I | Jeff Jost/Joe Briski/Thomas Barnes/Hal Hoye                         | 3:23.33 | +3.11  |
| 6       | ZSRR I              | Jānis Ķipurs/Māris Poikāns/Ivars Bērzups/Aivars Šnepsts             | 3:23.51 | +3.29  |
| 7       | Rumunia II          | Dorin Degan/Cornel Popescu/Gheorghe Lixandru/Costel Petrariu        | 3:23.76 | +3.54  |
| 8       | Włochy II           | Guerrino Ghedina/Stefano Ticci/Paolo Scaramuzza/Andrea Meneghin     | 3:23.77 | +3.55  |

Data: 17–18.02.1984